# Mimoclystia eucesta
Mimoclystia eucesta är en fjärilsart som beskrevs av Fletcher 1958. Mimoclystia eucesta ingår i släktet Mimoclystia och familjen mätare. Inga underarter finns listade i Catalogue of Life.